# André Gumprecht
André Gumprecht (* 26. November 1974 in Jena) ist ein deutscher ehemaliger Fußballspieler und -trainer.

## Sportliche Laufbahn
Schon vor der Wiedervereinigung gehörte der Nachwuchsspieler des FC Carl Zeiss Jena zum Kader von Auswahlmannschaften des DFV, so zum Beispiel in der Saison 1989/90 zur DDR U-15, der jüngeren Jugendauswahl von Trainer Hartmut Wölk. Nach der Abwicklung des DDR-Fußballs spielte André Gumprecht, inzwischen zu Bayer 04 Leverkusen gewechselt, auch in den U-Teams des DFB.
Seine Profikarriere begann bei Bayer, wo er aber sich noch als Juniorenspieler in der 1. Mannschaft nicht durchsetzen konnte. 1993 wechselte Gumprecht nach Italien zum US Lecce. Nach 16 Spielen in zwei Jahren wechselte er zum SCB Preußen Köln, ehe er im selben Jahr Spieler der SG Wattenscheid 09 wurde. Bei Wattenscheid war er Stammspieler und brachte es auf 59 Spiele und ein Tor. Bayer 04 holte den Mittelfeldspieler 1998 zurück an den Rhein. Er machte 27 Spiele in einer Saison, wechselte aber 1999 zum VfL Halle 1896. Weitere Stationen waren der FSV Zwickau und der Dresdner SC.
2002 siedelte Gumprecht nach Australien über und spielte dort für Perth Glory. Er erzielte vier Tore in 34 Spielen und gewann sogar die Meisterschaft. Eine Saison später stand er im Aufgebot von Parramatta Power. Mit seinem Verein stand er im letzten Finale der australischen National Soccer League, musste sich aber seinem Ex-Klub Perth Glory geschlagen geben.
2004 spielte er kurz in Singapur für den FC Singapore Armed Forces und wechselte 2005 in die neu gegründete australische A-League zu den Central Coast Mariners, wo er für die Saison 2005/06 zum besten Spieler des Jahres innerhalb der Mannschaft gewählt wurde.
Nachdem die Mariners im Mai 2009 in der AFC Champions League 2009 gegen Tianjin Teda verloren hatten und bis dato kein einziges Spiel gewinnen konnten, wurden einige Spieler, darunter auch Gumprecht, entlassen. Er wechselte in die New South Wales Premier League zu den Bonnyrigg White Eagles.
Ab Januar 2010 spielte er für Sydney Olympic, wo er am 16. Juni 2010 seine Profi-Karriere für beendet erklärte. Danach spielte er auf Amateurbasis als Mittelfeldspieler für den Lake Macquarie City FC in der Northern New South Wales State Football League.

## Trainerlaufbahn
Im Mai 2010 wurde er Spielertrainer von Sydney Olympic, gab dieses Amt aber bei seinem Rücktritt am 16. Juni auf. Seit 2009 betreut er schon als Assistenztrainer die Frauenfußballmannschaft Newcastle United Jets Women.

## Trivia
Im Februar 2008 verkleidete sich Gumprecht anlässlich des Mad Mondays als Adolf Hitler. Anschließend entschuldigte er sich öffentlich dafür. Der australische Fußballverband leitete disziplinarische Maßnahmen ein.